# Rock or Bust
Rock or Bust är AC/DC:s sjuttonde studioalbum.
Albumet släpptes 28 november 2014 och är bandets första utan kompgitarristen Malcolm Young.
Det är det längdmässigt kortaste album som bandet någonsin släppt. Totallängden på knappa 35 minuter gör att det är två minuter kortare än albumet Flick of the Switch (1983), som var deras kortaste sedan tidigare.
7 oktober 2014 släppte gruppen debutsingeln "Play Ball" från albumet. Låten har nått stor kommersiell framgång genom topp 40-placeringar i ett stort antal länder.

## Låtlista
| Nr  | Titel                        | Längd |
| --- | ---------------------------- | ----- |
| 1.  | Rock or Bust                 | 3:04  |
| 2.  | Play Ball                    | 2:47  |
| 3.  | Rock the Blues Away          | 3:24  |
| 4.  | Miss Adventure               | 2:57  |
| 5.  | Dogs of War                  | 3:35  |
| 6.  | Got Some Rock & Roll Thunder | 3:22  |
| 7.  | Hard Times                   | 2:44  |
| 8.  | Baptism by Fire              | 3:30  |
| 9.  | Rock the House               | 2:42  |
| 10. | Sweet Candy                  | 3:09  |
| 11. | Emission Control             | 3:41  |

## Medverkande
- Brian Johnson – sång
- Angus Young – sologitarr
- Stevie Young – kompgitarr, bakgrundssång
- Cliff Williams – elbas, bakgrundssång
- Phil Rudd – trummor, percussion